# Dungeons & Dragons Basic Set
Il Dungeons & Dragons Basic Set è un regolamento di gioco di ruolo fantasy pubblicato dalla TSR nel 1977, scritto da J. E Holmes sulla base del set originale di Gary Gygax e Dave Arneson pubblicato nel 1974.
Il regolamento contiene le regole per i personaggi dal primo al terzo livello e avrebbe dovuto essere un'introduzione dal gioco di ruolo per i nuovi giocatori, che successivamente sarebbero stati indirizzati all'Advanced Dungeons & Dragons, ma con la pubblicazione della seconda edizione curata da Tom Moldway nel 1981 fu sancita definitivamente la divisione tra il regolamento Basic e l'Advanced.

## Storia editoriale

### Prima edizione
J. Eric Holmes, un professore di neurologia, si propose alla TSR per scrivere
una versione introduttiva di Dungeons & Dragons che potesse essere facilmente comprensibile anche ai ragazzi delle medie. Holmes raccolse, organizzò e ripulì la presentazione delle regole essenziali della edizione originale del 1974 e dei supplementi Greyhawk, Blackmoor e Eldritch Wizardry in un singolo libretto. Questo spiegava i concetti base e i termini del gioco in una terminologia studiata per essere accessibile a nuovi giocatori di dodici anni o più, in modo da eliminare la necessità di conoscere la terminologia del wargame Chainmail. Caratteristiche inusuali di questa edizione includono la presenza di cinque allineamenti rispetto ai tre o nove di altre versioni.
Il Basic Set fu pubblicato per la prima volta nel 1977, confezionato in una grande scatola, visualmente attrattiva per poter essere venduto nei negozi della grande distribuzione e di giocattoli. Sebbene non fosse compatibile con l'Advanced Dungeons & Dragons ci si aspettava che i giocatori che volessero proseguire oltre il terzo livello sarebbero passati a giocare con quest'ultimo, sebbene all'epoca non fosse ancora stato pubblicato ed era ancora in fase di sviluppo a cura di Gary Gygax. Comunque poiché Holmes preferiva un tono più leggero, che lasciasse maggior spazio all'improvvisazione personale, mentre Gygax desiderava un regolamento omnicomprensivo che regolasse ogni concepibile situazione che si potesse presentare nel gioco, in modo da avere un documento che potesse essere usato per dirimere le discussioni nei tornei molte delle regole del Basic contraddicono quelle comparabili nell'Advaced.
La scatola di colore blu, con copertina e illustrazioni di David C. Sutherland III contiene due manuali di regole, il Dungeon Masters Rulebook (48 pagine) e il Players Manual (64 pagine), illustrati da David C. Sutherland III, una copia del Dungeon Geomorphs Set One, una copia del Monster & Treasure Assortment Set One e una serie di dadi poliedrici. e cinque dadi precolorati (a quattro, sei, otto, dodici e venti facce). A partire dalla ristampa di novembre 1978 il modulo di avventura B1 In Search of the Unknown rimpiazzò il Dungeon Geomorphs Set One e il Monster & Treasure Assortment Set One Per un periodo di tempo nel 1979 la TSR esaurì le scorte di dadi e i set base pubblicati in quel periodo contenevano due schede in cartoncino con gettoni preforati da usare al posto dei dadi, insieme a un coupon per ordinare i dadi.
Il manuale del Dungeons & Dragons Basic fu venduto anche da solo. Nello stesso anno la Games Workshop pubblicò, su licenza, una propria edizione per il Regno Unito con una copertina di John Blanche, e illustrazioni di Fangorn.

Il manuale descrive il gioco come: 
Dungeons & Dragon è l'originale dei giochi di ruolo fantasy. È un'esperienza davvero unica perché ogni partecipante assume il ruolo di una persona che passa di avventura in avventura, diventando sempre più potente e abile dopo ogni spedizione riuscita. Diversamente da ogni altro gioco che abbiate giocato in precedenza, Dungeons & Dragons vi permetterà di scatenare completamente la vostra immaginazione e creatività, proponendo comunque situazioni di gioco interessanti e sfide senza fine. Venite e visitate il nostro mondo»
(Dungeons & Dragons Basic Set, retro di copertina)

### Revisione del 1981
Nel 1981 venne pubblicata una nuova edizione, estesamente rivista da Tom Moldvay basata solo sul contenuto della scatola originale di D&D, piuttosto che includere materiale dai suoi supplementi. Il regolamento non venne allineato a quello dell'Advanced e pertanto il Basic divenne ufficialmente un sistema separato e distinto dal gioco principale della TSR. Questo regolamento fu promosso come una continuazione del tono dell'originale D&D, mentre AD&D come un avanzamento delle meccaniche di gioco. Sebbene globalmente più semplice dell'Advanced includeva regole per situazioni che questo non comprendeva.
La scatola di colore rosso con copertina di Erol Otus contiene due manuali di regole, il Dungeon Masters Rulebook (48 pagine) e il Players Manual (64 pagine), illustrati da David C. Sutherland III, il modulo B2 The Keep on the Borderlands, sei dadi e un pennarello per colorarli. La copertina della scatola includeva il sottotitolo Fantasy Adventure Game sotto il logo Dungeons & Dragons.

#### Expert Set (1981)
Il Basic Set di Moldvay venne immediatamente seguito dalla pubblicazione dell'Expert Set, anche questo un set in scatola, curato da Dave Cook, che supporta i personaggi dal quarto al quattordicesimo livello, a cui il Basic Set indirizza i giocatori, una volta superato il terzo livello..
La scatola di colore azzurro chiaro dell'Expert Set contiene un manuale di 64 pagine, l'avventura X1 Isle of Dread, sei dadi e un pennarello per colorarli Il manuale è incentrato sulle avventure all'aperto e sulla gestione a lungo termine di una campagna. Il modulo X1 The Isle of Dread è uno scenario introduttivo ambientato su un'isola abitata da mostri preistorici. In questo modulo sono citate per la prima volta diverse località che andranno a comporre l'ambientazion di Mystara, come Darokin, Karameikos, Ylaruam, Thyatis.
L'Expert Set è specificatamente supportato dai moduli della serie O ("One-on-One") e X ("eXpert")

### Revisione del 1983
Nel 1983 il Basic Set fu nuovamente rivisto da Frank Mentzer, e rinominato Dungeons & Dragons Set 1: Basic Rules. Questa versione venne pubblicata in una scatola dalla copertina rossa illustrata da Larry Elmore e include un manuale di 64 pagine per i giocatori, uno di 48 per il master e sei dadi, più un pastello a cera nelle copie nelle quali i dadi non erano dipinti. Invece di un modulo di avventura il manuale del Basic Set include un'avventura in solitario e alcuni consigli per iniziare un'avventura fantasy introduttiva, di cui era dettaglia solo il primo livello del sotterraneo, mentre del secondo livello è fornita solo la mappa e dei suggerimenti su come popolarla di ostacoli per i personaggi.
Tra il 1983 e il 1985, il sistema venne rivisto ed espanso da Mentzer in una serie composta complessivamente da altri quattro set in scatola, per personaggi di livello progressivamente crescente.

#### Expert Set (1984)
L'edizione del 1984 del Dungeons & Dragons Expert Rules Set è una revisione dell'edizione del 1980, pubblicata in una scatola di colore blu, con copertina di Larry Elmore. Contiene un Master DM's Book e l'avventura X1 Isle of Dread. Nel biennio 1986/87 vennero pubblicati i moduli della serie DA ("Dave Arneson"), scritti da Arneson (che per un breve periodo tornò a collaborare con la TSR) e David J. Ritchie, ambientati a Blackmoor, pensati per essere utilizzati con personaggi di livello expert; contemporaneamente continuò la produzione dei moduli della serie X.

#### Companion Set
Il Dungeons & Dragons Companion Rules Set è stato pubblicato nel 1984 in una scatola di colore acquamarina illustrata da Larry Elmore e supporta personaggi dal quindicesimo fino al venticinquesimo livello. Contiene un Players's Companion: Book One (32 pp.) e il Dungeon Master's Companion: Book Two (64 pp.). Il manuale del giocatore introduce nuove armi, armature, i tipi e le regole per il combattimento a mani nude, informazioni dettagliate su come costruire e/o controllare una fortezza e il costo per il suo mantenimento. Il manuale del dungeon master contiene linee guida generali su come gestire una campagna e pianificare avventure per i personaggi di livello 15 o superiore, un sistema feudale per fornire una base per i domini che saranno concessi o conquistati dai personaggi e note sull'organizzazione e la gestione di tornei. Contiene inoltre The War Machine, un metodo gestire battaglie su larga scala, in particolare quelle relative alla campagna. I manuali sono illustrati da Larry Elmore e Jeff Easley. Non contiene moduli di avventura, ma nel Dungeon Master's Companion sono inclusi tre miniscenari, pensati per introdurre i giocatori alle nuove regole: The Golden Dagger, The Arena of Garald the Blue e The Fall of the Black Eagle
Fu supportato dalla serie di moduli CM (Companion).

#### Master Set
Il Dungeons & Dragons Master Rules Set è stato pubblicato nel 1985 in una scatola di colore nero illustrata da Larry Elmore e supporta personaggi dal ventiseiesimo al trentaseiesimo livello. Contiene due manuali, il Master Player's Book (32 pp.) e il Master DM's Book (64 pp.). Il manuale del giocatore le informazioni per i livelli del personaggio dal 25º al 36º ed espande le liste di incantesimi per il chierico, il mago, e il druido. Il manuale del dungeon master contiene un grosso ampliamento degli elenchi di oggetti magici e mostri ed introduce il concetto di anti-magia, una proprietà posseduta da immortali del gioco, e alcuni mostri, che riducono o annullano gli effetti della magia nella sua sfera di influenza. Questo manuale comprende le norme di carattere per governare i regni, turni realtà, incantatori non umani e manufatti particolari.
Fu supportato dalla serie di moduli M (Master).
Il Master Set, detto "scatola nera" comprende anch'essa due manuali come le precedenti.

#### Immortals Set
Il Dungeons & Dragons Immortals Rules Set è stato pubblicato nel 1986, in una scatola di colore dorato illustrata da Larry Elmore e supporta personaggi di livello superiore al trentaseiesimo, che sono diventati immortali che hanno trasceso i livelli. Le regole descrivono i poteri dei personaggi, l'uso di un avatar, i rapporti tra i personaggi immortali, come creare un proprio piano esterno personale. Contiene due manuali, il Players' Guide to Immortals (32 pp.) e il Dungeon Master's Guide to Immortals (52 pp.)
Fu supportato dalla serie di moduli di avventura IM (Immortals).

### 10th Anniversary Dungeons & Dragons Collector's Set
Nel 1984 la TSR pubblicò il set in scatola 10th Anniversary Dungeons & Dragons Collector's Set che includeva il Basic, Expert e Companion e i moduli AC2 Combat Shield and Mini-adventure], AC3 The Kidnapping of Princess Arelina, B1 In Search of the Unknown, B2 The Keep on the Borderlands e M1 Blizzard Pass e il Player Character Record Sheet (un libretto di sedici pagine di schede del personaggio). Fu stampata in edizione limitata di mille copie e venduta per posta e alla GenCon 17.

### Dungeons & Dragons Rules Cyclopedia
La Dungeons & Dragons Rules Cyclopedia a cura di Aaron Allston fu pubblicata dalla TSR nel 1991. È un manuale a copertina rigida di 304 pagine con copertina di Jeff Easley e illustrazioni interne di Terry Dykstra che contiene una compilazione revisionata di tutte le regole del Basic, Expert, Companion e Master Set curati da Frank Mentzer. Contiene inoltre un riassunto dell'ambientazione di Mystara e dell'Hollow World e regole per la conversioni dei personaggi dal D&D Basic all'Advanced D&D seconda edizione. La Rules Cyclopedia presenta inoltre due classi personaggi opzionali, il druido (introdotto originariamente nel Companion) e il mistico (introdotto originariamente nel Master).
Contemporaneamente venne pubblicata una nuova scatola introduttiva che andava a sostituire il D&D Basic Set, curata da Troy Denning e Timothy B. Brown, contenente le regole per gestire i personaggi fino al quinto livello, in una confezione di maggiori dimensioni che comprendeva un libro delle regole di 68 pagine (abbandonando quindi la suddivisione tra libro per il master e libro per i giocatori), una mini-avventura in forma di schede riassuntive delle regole principali, anche alcune miniature in cartoncino rappresentanti personaggi e mostri e una mappa (il Zanzer's Dungeon) simile a quelle usate nei giochi da tavolo fantasy come Heroquest ed uno schermo del master. L'illustrazione di copertina era nuovamente opera di Jeff Easley. I prodotti legati a questa nuova scatola introduttiva vennero localizzati in una nuova ambientazione, la Valle del Tuono, e vennero suddivisi in quattro tipologie differenti identificate da altrettanti loghi (un drago per le avventure, un castello per i moduli contenenti materiale tridimensionale, uno scudo con delle spade incrociate per i moduli geografici e una pergamena per eventuali nuovi moduli di regole). Quelli legati alla Rules Cyclopedia (o alla vecchia versione in cinque set di regole), pensati per giocatori già esperti, rimasti legati a Mystara, vennero invece identificati con un logo riportante la scritta "Challenger Series".
Nel 1992 venne poi pubblicata l'edizione riveduta dell'Immortal Set, chiamata Wrath of the Immortals, sempre ad opera di Aaron Allston e con la copertina di Jeff Easley. Il prodotto conteneva un libro da 128 pagine, con le regole aggiornate ed una descrizione dei principali immortali di Mystara, oltre ad un modulo di avventura di 96 pagine che faceva avanzare di 10 anni il "presente" dell'ambientazione, rispetto a quanto descritto nella collana Gazetteer/Atlanti. Le regole per gestire il gioco a livello "Immortale" in questa edizione vennero semplificate e schematizzate maggiormente, mentre la descrizione dei personaggi faceva esplicito riferimento all'ambientazione.
Nel 1993 la TSR annunciò che Mystara sarebbe divenuta un'ulteriore ambientazione per l'Advanced Dungeons & Dragons, con la conseguente chiusura della relativa linea editoriale per il D&D basico.
La scatola introduttiva del 1991 venne riproposta dal 1994 al 1996, in formato differente ma con uguali contenuti, in tre riedizioni, con il nome di The Classic Dungeons & Dragons Game, divenendo di fatto l'ultimo prodotto per D&D basico pubblicato dalla TSR.

## Altro materiale
Oltre al set base vennero in seguito pubblicate numerose avventure, atlanti e vari libri legati ambientati generalmente in Mystara, che ampliano e ne rivedono le regole. Alcune regole opzionali presentate inizialmente in questi moduli di gioco vennero poi incorporate nei set di regole.

## Edizioni in altre nazioni
Poiché la stampa di nuovi manuali era più economica dell'importazione da oltreoceano di quelli pubblicati negli Stati Uniti, in Regno Unito e in Australia i regolamenti furono ristampati. La Games Workshop pubblicò nel Regno Unito l'edizione curata da Holmes nel 1977 nel Regno Unito che la pubblicò in due versioni, una confezione in scatola simile all'edizione statunitense e un manuale venduto da solo, mentre in Australia la Jedko Games pubblicò una confezione in scatola simile all'edizione statunitense, ma con una copertina differente.
L'edizione curata da Tom Moldway fu la prima a essere tradotta in altre lingue, una francese (Donjons & Dragons) e una giapponese, con nuova grafica.
L'edizione di Frank Mentzer è stata quella tradotta in più lingue, oltre a essere ripubblicata in Australia dalla Jedko Games e nel Regno Unito dalla Games Workshop, fu tradotta in oltre dodici lingue, tra cui italiano, francese, spagnolo, portoghese, cinese e tedesco. Nella maggior parte dei casi fu conservato il titolo originale di Dungeons & Dragons oppure fu abbreviato alla sigla D&D, eccetto in Francia dove fu tradotto, come già avvenuto per l'edizione di Holmes.
In Italia l'editrice Editrice Giochi pubblicò la traduzione delle prime quattro scatole Set Base, Set Expert, Set Companion e Set Master, lasciando inedito l'Immortal Set; nei primi anni novanta fu tradotta anche la nuova scatola introduttiva. Oltre a questi set vennero pubblicati numerosi moduli di avventura e atlanti dell'ambientazione di Mystara.